# Marie Drouet
Pour les articles homonymes, voir Drouet.
Marie Drouet (née Marie-Ernestine Juillard à Chartèves le 17 avril 1885 et morte à Bétheny le 19 novembre 1963) est une héroïne française de la Première Guerre mondiale,,.

## Biographie
Née le 17 avril 1885 à Chartèves dans l'Aisne,, elle est la troisième fille d'Auguste Juillard et de Victorine Marchand.
Elle épouse Charles Drouet le 15 janvier 1906, à Bétheny où elle habite et y tient une épicerie nommée « Le Pot-au-rouge », rue Henri-Gand.
En 1914, l'époux de Marie Drouet est sur le front à Verdun. Malgré sa charge familiale de quatre enfants elle sauve de nombreux blessés gisant sur les champs de bataille aux alentours de Reims.
Elle décède le 19 novembre 1963,à Bétheny, où elle a continué son métier d'épicière,,.

### Héroïne civile de la Première Guerre mondiale
Pendant toute la durée du conflit, en évitant les campements français comme allemands, elle transporte les blessés du champ de bataille jusqu’à l’hôpital à l'aide de sa charrue et de son âne, Fanfan.
Elle informe aussi les artilleurs français sur les positions allemandes,, au moyen de bouts papiers affichés à ses fenêtres.
Soupçonnée par les services secrets français de travailler pour l’ennemi, l'ordonnance accompagnant le capitaine venu l'arrêter à son domicile, la disculpe. Il a reconnu la personne qui ramassait les blessés, l'incident fut clos et Marie innocentée,.

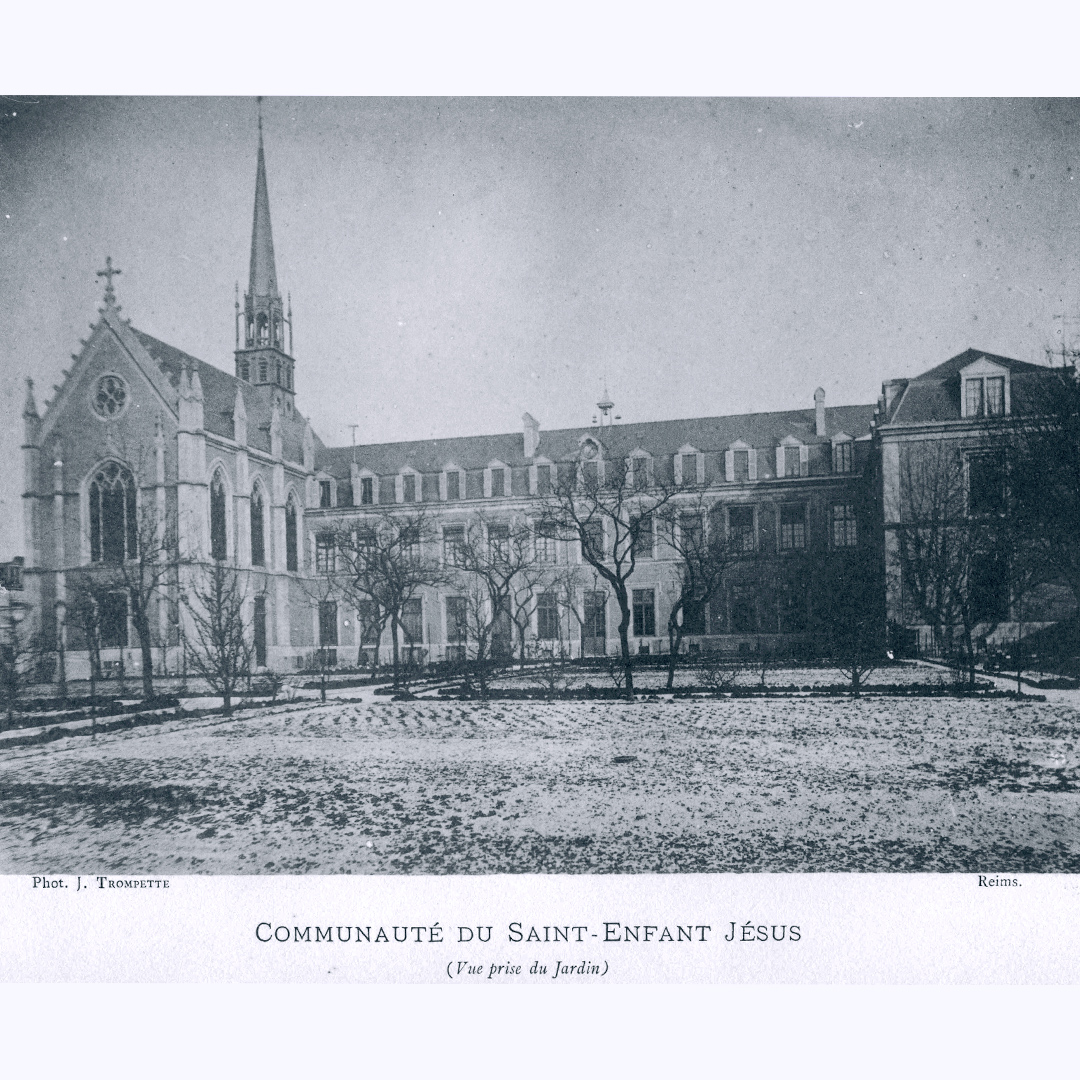
Communauté du Saint Enfant Jésus en 1860, par Joseph Trompette.

Elle sera contrainte d’arrêter lorsque son âne est blessé par un shrapnel, alors qu'elle venait de déposer plusieurs blessés aux sœurs du Saint Enfant Jésus,,.
C'est durant cette période qu'elle met au monde son cinquième enfant,.

### Reconnaissance, réhabilitation
Marie reçoit une médaille de la ville de Reims, peu de temps après l'Armistice, après quoi elle tombe dans l'anonymat jusqu’à son décès en 1963.
Le mois suivant son enterrement, un article dans le journal L'Union relate ses exploits,,. En 2014, toujours dans L'Union, un second article lui est consacré à l'occasion du centenaire de la Première Guerre mondiale,.
En avril 2018, la commune de Val-de-Vesle lui dédie une rue.
En septembre 2018, à l’occasion des Journées du Patrimoine, l'Association des amis du vieux Bétheny, lui consacre une exposition au musée de la ville, pour commémorer son sauvetage de nombreux blessés.
Lors des commémorations du 11 novembre 2018, un hommage lui est rendu devant le monument aux morts de Bétheny. Début 2021, un espace Marie Drouet est inauguré à Chartèves.
Depuis 2016, l'auteur rémois Bernard Cornuaille œuvre à ce qu'une rue Marie Drouet soit inaugurée à Bétheny. Elle est finalement inaugurée le 11 novembre 2022.

reconnaissance dans l'espace publique
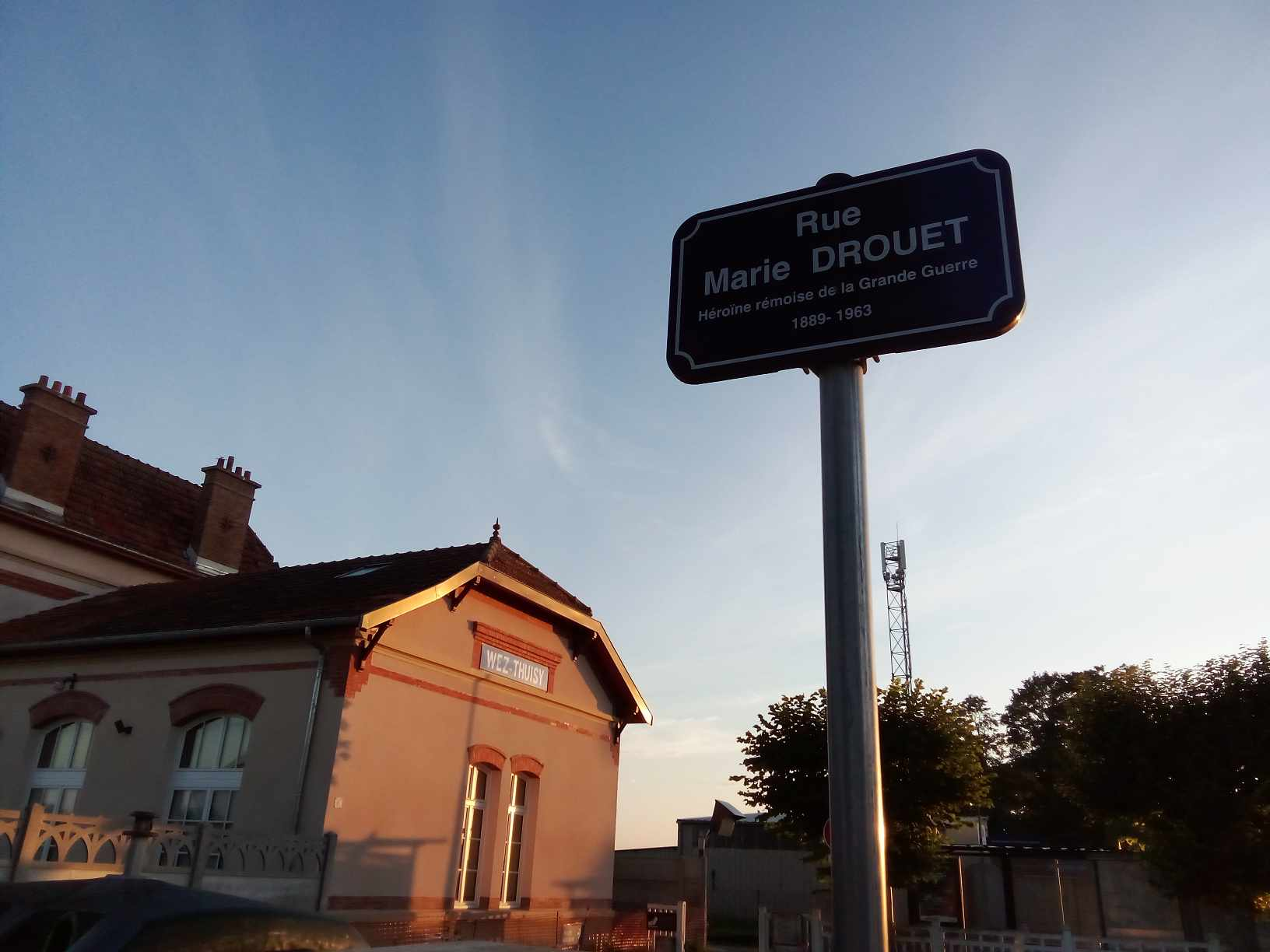
Rue Marie Drouet , face à la Gare de Val-de-Vesle.
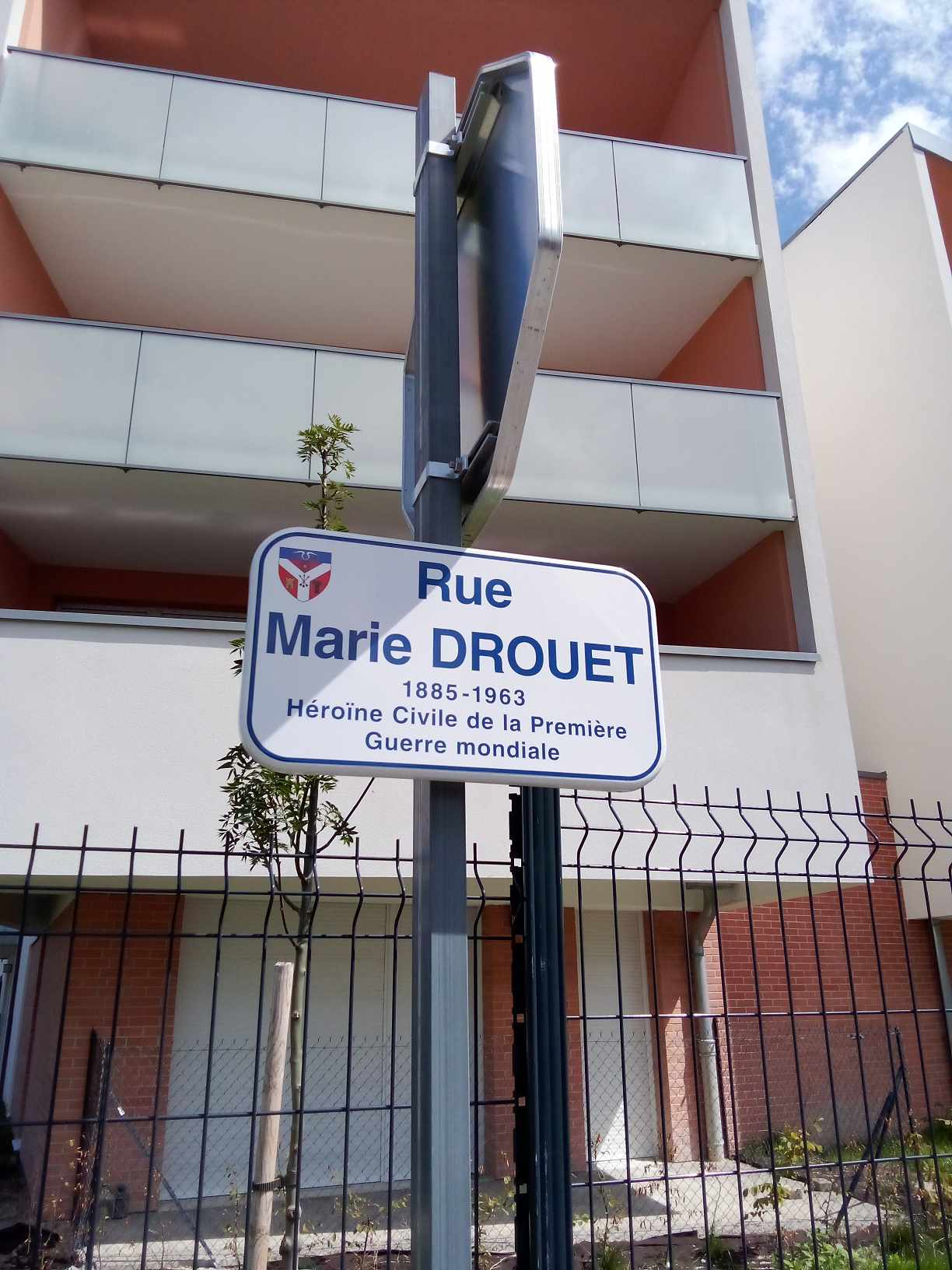
Rue Marie Drouet à Bétheny.